# Лонки Кожелске
Ло̀нки Кожѐлске (на полски: Łąki Kozielskie) е село в Южна Полша, Ополско войводство, Стшелецки окръг, Община Лешница. Според Полската статистическа служба към 31 декември 2009 г. селото има 421 жители.

## Местоположение
Разположено е на около 6 km югоизточно от общинския център Лешница.